# موغان
بلدية موغان (بالإسبانية: Mogán) هي بلدية تقع في مقاطعة لاس بالماس التابعة لمنطقة جزر الكناري جنوب غرب إسبانيا.

## الديموغرافيا
بلغ عدد سكان بلدية موغان 23.476 نسمة عام 2011 (وفقاً للمعهد الوطني للإحصاء الإسباني).
| 10.398 | 12.256 | 15.395 | 15.953 | 18.547 | 21.690 | 23.476 |

## أعلام
- بولو ميكايل كلافي
- اليخاندرو كروز